# Вкус риса с зелёным чаем
«Вкус риса с зелёным чаем» (яп. お茶漬けの味 отядзукэ но адзи, англ. The Flavor of Green Tea over Rice) — кинофильм режиссёра Ясудзиро Одзу, вышедший на экраны в 1952 году. Лента получила премию «Майнити» за лучшую мужскую роль (Син Сабури).

## Сюжет
Брак Мокити и Таэко Сатакэ был заключён по договорённости, поэтому у них мало общего. Они принадлежат к разным мирам: Мокити — инженер, выросший в простой семье и предпочитающий простую пищу и развлечения; Таэко же происходит из богатой семьи, и вкусы мужа её зачастую раздражают. Она без зазрения совести лжёт ему, называет за глаза тупицей и мечтает, чтобы он куда-нибудь уехал и оставил её одну, а он делает вид, что не замечает всего этого. Их племянница Сэцуко, наблюдая за их отношениями, приходит к выводу, что из брака по договорённости не может выйти ничего хорошего, и потому всеми силами противится встрече с женихом, найденным ей матерью и тётей. Мокити фактически становится на сторону Сэцуко, что только углубляет разлад в его семье. Таэко, не желая его видеть, уезжает на несколько дней из города, а в это время Мокити сообщают о необходимости срочной командировки в Уругвай. Жена возвращается домой лишь после его отъезда и только теперь, находясь одна в пустом доме, понимает, насколько была к нему привязана. Внезапно появляется Мокити: его самолёт из-за неисправности был вынужден вернуться обратно. Таэко просит у мужа прощения, и они вместе едят его любимое блюдо — отядзукэ. Улетев на следующее утро в командировку, Мокити оставляет дома по-настоящему любящую его жену.

## В ролях
- Син Сабури — Мокити Сатакэ
- Митиё Когурэ — Таэко Сатакэ, жена Мокити
- Кэйко Цусима — Сэцуко Ямаути, племянница Мокити
- Кодзи Цурута — Нобору Окада по прозвищу Беззаботный
- Тисю Рю — Садао Хираяма, боевой товарищ Мокити
- Тикагэ Авасима — Ая Амамия, подруга Таэко
- Кунико Миякэ — Тидзу Ямаути, мать Сэцуко
- Ёко Косоно — Фуми, служанка
- Миэ Китахара — официантка
- Юко Мотидзуки — Сигэ Хираяма

## О фильме
45-й фильм Ясудзиро Одзу снимался с июня по сентябрь 1952 года. После окончания работы над картиной «Раннее лето» Одзу вместе со сценаристом Кого Нодой начали новый проект, который, однако, оказался столь мрачным, что было решено его отложить и вернуться к старому сценарию «Вкус риса с зелёным чаем», написанному ещё в 1940 году и забракованному тогда цензурой. Поскольку времена сильно изменились, сценарий пришлось полностью переработать. В частности, вместо отъезда на фронт главный герой отправляется в деловую поездку в Южную Америку. Впрочем, основная сюжетная линия — изменение восприятия женой собственного мужа — осталась неизменной.